# Orthostigma sculleni
Orthostigma sculleni är en stekelart som beskrevs av Fischer 1969. Orthostigma sculleni ingår i släktet Orthostigma och familjen bracksteklar. Inga underarter finns listade i Catalogue of Life.